# Zelandomyia ruapehuensis
Zelandomyia ruapehuensis är en tvåvingeart som först beskrevs av Alexander 1922.  Zelandomyia ruapehuensis ingår i släktet Zelandomyia och familjen småharkrankar. Inga underarter finns listade i Catalogue of Life.